# Мецана Сант'Антонио Сото (Мантова)
Мецана Сант'Антонио Сото је насеље у Италији у округу Мантова, региону Ломбардија.
Према процени из 2011. у насељу је живело 68 становника. Насеље се налази на надморској висини од 22 м.